# Przerembski Hrabia
Przerembski Hrabia − polski herb szlachecki, hrabiowska odmiana herbu Nowina.

## Opis herbu
Opis z wykorzystaniem klasycznych zasad blazonowania:
Tarcza w krzyż z polem sercowym. W polach I i IV złotych orzeł dwugłowy czarny pod koroną cesarską; w polach II i III czerwonych pas srebrny; w polu sercowym, błękitnym, zawiasa kotłowa srebrna, nad którą miecz z rękojeścią złotą ku górze. Na tarczy brak korony hrabiowskiej, za to trzy hełmy, każdy w koronie z której klejnoty: klejnot I noga zbrojna srebrna; klejnoty II i III orły czarne, zwrócone od siebie. Labry I błękitne, podbite srebrem; labry II czerwone, podbite srebrem; labry III czarne podbite złotem.

## Najwcześniejsze wzmianki
Nadanie tytułu hrabiego cesarstwa Maksymilianowi i jego bratankom – Andrzejowi i Hieronimowi 12 kwietnia 1637. Maksymilian był senatorem, który posłował w 1637 do Wiednia i doprowadził do ślubu Władysława IV z arcyksiężniczką Cecylią Renatą. Według Uruskiego w roku 1801 tytuł miał być potwierdzony Adamowi. W archiwum wiedeńskim brak jednak takiego potwierdzenia, zaś ów Adam nie wywodził się z potomków Maksymiliana. Ostatnim z linii hrabiowskiej był Przerembski tego samego imienia, zmarły 1811, który nie występował o potwierdzenie tytułu. 9 grudnia 1829 tytuł potwierdzono natomiast wdowie po owym Adamie Przerembskim.

## Herbowni
Jedna rodzina herbownych (herb własny): hrabia SRI, reichsgraf von Przeremb-Przerembski.